# KOL (marketing)

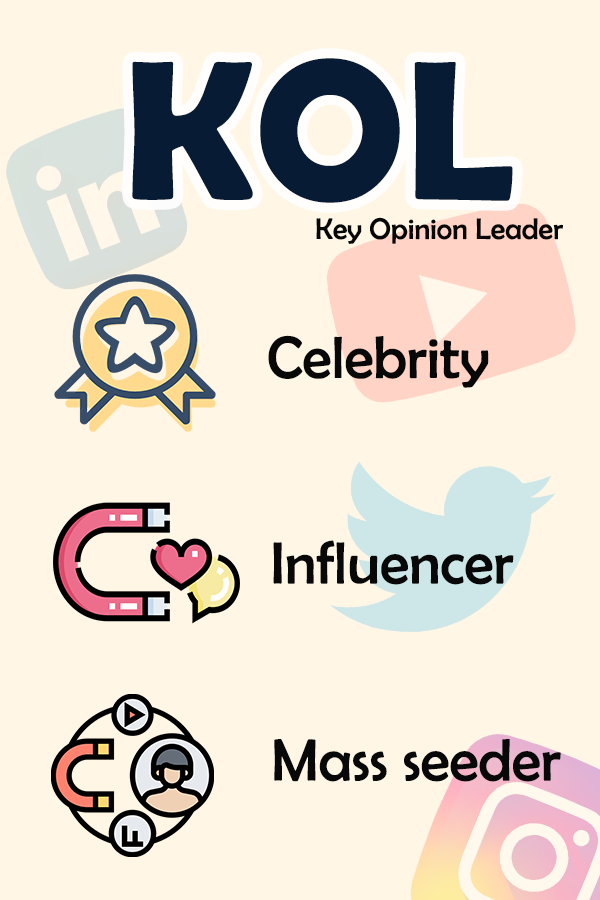
KOL (viết tắt của Key Opinion Leader), tức là “người dẫn dắt dư luận chủ chốt”

KOL (viết tắt của cụm từ tiếng Anh "Key opinion leader", tức "người dẫn dắt dư luận chủ chốt") hay còn gọi là "người có sức ảnh hưởng", là một cá nhân hay tổ chức có kiến thức sản phẩm chuyên môn và có tầm ảnh hưởng trong lĩnh vực hay ngành nghề của họ. Trong lĩnh vực ẩm thực KOL sẽ là các đầu bếp nổi tiếng, chuyên gia nghiên cứu về ẩm thực. Trong lĩnh vực sức khỏe KOL sẽ là các bác sĩ, chuyên gia dinh dưỡng… Trong lĩnh vực pháp luật KOL sẽ là các luật sư, công an. Họ được tín nhiệm bởi các nhóm lợi ích có liên quan và có sức ảnh hưởng đáng kể đối với hành vi người tiêu dùng. So với việc người nổi tiếng làm đại sứ thương hiệu thì các KOL thường có mối quan hệ trực tiếp hơn với khán thính giả của họ nhằm chia sẻ và giới thiệu sản phẩm mới. Việc hợp tác kinh doanh với các KOL đang ngày càng trở thành một công cụ marketing hiệu quả nhờ sự nổi lên của truyền thông xã hội.
Ngày nay, KOL đóng vai trò quan trọng trong việc định hướng nhất định đến quan điểm, quyết định của những người theo dõi của họ. Dựa vào sức ảnh hưởng trên các phương tiện truyền thông, các nhà tiếp thị sử dụng các KOL như là công cụ làm cho các chiến dịch quảng cáo trở nên hấp dẫn hơn vì những người này chia sẻ suy nghĩ và ý tưởng của họ về sản phẩm được đại diện.
KOL Marketing là hình thức tiếp thị thông qua các KOL. Nghĩa là các doanh nghiệp sẽ tận dụng sức ảnh hưởng của những KOL này, mời họ về quảng bá sản phẩm, dịch vụ của doanh nghiệp. Nhằm tạo lòng tin cho khách hàng, khiến họ dễ thực hiện chuyển đổi hơn.

## Phân loại (Các dạng KOL)
KOL được chia thành 03 nhóm chính: Celebrity, Influencer, Mass Seeder.

### Celebrity (thường gọi là Celeb)
Là những người nổi tiếng, các ca sĩ, diễn viên hạng A có lượng fan đông đảo và có sự ảnh hưởng lớn tới cộng đồng như Beyoncé, nhà Kardashian – Jenner, Taylor Swift, Cristiano Ronaldo, Lady Gaga,...

### Influencer (người gây ảnh hưởng)[5]
Là những người có tầm ảnh hưởng trên mạng xã hội, có thể đến từ những lĩnh vực, ngành nghề khác nhau. Không chỉ có doanh nhân, ca sĩ, blogger, nghệ sĩ hài… mà bất kỳ người dùng online nào cũng có thể trở thành một influencer.

### Mass seeder
Là những người có sức ảnh hưởng ở những nhóm khách hàng nhỏ lẻ. Những nhân vật Mass seeder thường là những người chia sẻ các nội dung từ celebs/ influencers – nhằm quảng cáo thương hiệu đến các nhóm khách hàng nhỏ này.

## Yếu tố cần có của một KOL

### Hiểu thế mạnh của bản thân
Để trở thành một KOL thì phải hiểu rõ được điểm mạnh của mình là gì, lợi thế của mình là gì. Có kiến thức về lĩnh vực nào thì có thể làm chuyên về lĩnh vực đó. Ví dụ có thể trở thành một blogger hoặc hướng dẫn mọi người làm điều gì đó mà bản thân giỏi.

### Xác định đối tượng khán giả
Cần xác định rõ đối tượng khán giả muốn nhắm đến là ai, ở độ tuổi nào, có mức thu nhập cao hay thấp để điều chỉnh cho phù hợp. Ví dụ để làm review cho giới trẻ phổ thông, thì những sản phẩm được dùng không nên quá đắt tiền.

### Đầu tư
Cần có tài chính ổn định để đầu tư thiết bị, thiết kế giao diện người dùng, mua tên miền cho trang của mình.
Thông thường, khái niệm Influencers và KOLs được đánh đồng với nhau do cả hai đều được các nhãn hàng sử dụng để triển khai chiến dịch marketing quảng bá sản phẩm. Đồng thời cả hai đều là các cá nhân có sức mạnh kết nối và tác động tới nhóm đối tượng theo dõi họ nên mọi người thường có sự nhầm lẫn giữa hai nhân vật trên.

### Chuyên môn[4]
- Một KOL bắt buộc phải là người có chuyên môn cao, am hiểu, chuyên sâu về một lĩnh vực, ngành nghề đang theo đuổi như bác sĩ, đầu bếp, kiến trúc sư,... Sự tin tưởng và chuyên môn là trọng tâm của các KOL, họ đã xây dựng mối quan hệ, uy tín với khán giả của mình và độ tin cậy đó chuyển sang khả năng tác động đến quyết định mua hàng[6].
- Bất kỳ ai cũng có thể trở thành Influencer với điều kiện: hoạt động trên môi trường trực tuyến, được nhiều người quan tâm và theo dõi. Điều này thể hiện qua các chỉ số như lượt theo dõi trên Facebook, Instagram lượt đăng ký trên Youtube và các mạng xã hội khác.

### KOL xuất phát từ offline – Influencer xuất phát từ online[4]
- KOL thường được nhiều người biết đến nhờ các kỹ năng chuyên môn giỏi, có tầm nhìn và kiến thức tốt. Không có yêu cầu rằng KOL phải hoạt động trên bất kỳ nền tảng trực tuyến hoặc xã hội nào. Họ chỉ đơn thuần là những chuyên gia chia sẻ về chủ đề chuyên môn của họ[7]. Do đó sẽ có nhiều KOL được nhiều người biết đến mà không cần phải sử dụng mạng xã hội hay kênh online nào khác.
- Influencer hoạt động trực tuyến, đặt tên và phát huy ảnh hưởng của họ trên các phương tiện truyền thông xã hội, trên blog và trên Youtube[7], từ đó thu hút được một lượng người quan tâm và theo dõi nhất định. Chẳng hạn các hotface, youtuber, blogger… là những Influencer, họ chủ yếu hoạt động trên các kênh truyền thông xã hội là chính.

### Đối tượng khán giả quan tâm[4]
- Với kiến thức chuyên môn vững vàng, những ý kiến, nhận xét được đưa ra từ các KOL có tác động tích cực tới người dùng. Họ thường thu hút được các đối tượng khán giả là những người muốn lắng nghe nhận định, ý kiến chuyên môn.
- Với các Influencer, hầu hết những người theo dõi họ là vì các hoạt động của Influencer phù hợp với sở thích, cá tính, lối sống và quan điểm của một đối tượng khán giả nào đó.

### Mức độ lan truyền[4]
- Các KOL là những người có kiến thức chuyên môn giỏi ở một lĩnh vực nào đó, nên mức độ lan tỏa của nhiều KOL thường chỉ giới hạn ở một nhóm đối tượng cụ thể, quan tâm đến lĩnh vực họ đang hoạt động.
- Trong khi đó, kênh hoạt động chủ yếu của Influencer là online nên mức độ lan truyền sẽ tốt hơn nhiều, bởi trên môi trường trực tuyến sẽ không giới hạn về không gian, thời gian. Cho nên, Influencer có thể được mọi người biết đến khi đang lướt Facebook, xem Youtube hay bất kỳ kênh nào.

## Lợi ích của KOL Marketing là gì?[4]

### Tiếp cận đúng với khách hàng mục tiêu[8]
KOL giúp nhanh chóng tiếp cận đúng với khách hàng mục tiêu. Bởi hầu hết những người theo dõi và quan tâm họ đều thuộc một nhóm đối tượng khách hàng cụ thể, một lĩnh vực nào đó.

### Tăng thêm độ uy tín sản phẩm trong lòng khách hàng
Để trở thành một KOL đòi hỏi người đó phải là một chuyên gia, am hiểu và có kiến thức về một lĩnh vực nào đó. Cho nên một lời giới thiệu về sản phẩm từ họ hoặc một đoạn quảng cáo có sự xuất hiện của KOL giúp khách hàng tin tưởng hơn về sản phẩm.

### Tăng nhận diện thương hiệu
Với những thông tin mà các KOL đưa ra để đánh giá, nhận định về sản phẩm của doanh nghiệp sẽ nâng cao uy tín trong lòng khách hàng. Bên cạnh đó, các KOL này sẽ giúp thương hiệu được lan tỏa đến nhiều người trong cùng lĩnh vực, từ đó nhận diện thương hiệu được nâng cao.

### Thúc đẩy khách hàng mua sản phẩm nhiều hơn[8]
Tâm lý chung của tất cả mọi người khi phân vân hay gặp rắc rối vấn đề nào đó, thường sẽ tìm đến những người có chuyên môn và kinh nghiệm để lắng nghe lời khuyên từ họ.
Tương tự như vậy, với hai sản phẩm đến từ hai thương hiệu khác nhau khách hàng sẽ luôn ưu tiên lựa chọn sản phẩm có sự xuất hiện của KOL, bởi họ tin vào những điều KOL đang giới thiệu là đúng.

### Cải thiện thứ hạng từ khóa khi làm SEO
Khi KOL đăng một bài đăng trên blog hay các trang mạng xã hội nói về thương hiệu, sản phẩm kèm với một liên kết dẫn về website sẽ được Google đánh giá khá cao. Bởi với số lượng khách hàng tiềm năng từ các KOL cao sẽ giúp tăng lượng traffic của các Website.

## Nguyên tắc lựa chọn KOL mang lại hiệu quả cho doanh nghiệp
Doanh nghiệp nên lựa chọn KOLs dựa trên 4 tiêu chí sau để mang lại hiệu quả truyền thông tốt nhất: Reach (Độ phủ), Relevance (Sự liên quan), Resonance (Khả năng thay đổi ý kiến người tiêu dùng), Sentiment (Chỉ số cảm xúc).
- Reach (Độ phủ)[9]: Được tính bằng lượng người theo dõi, mức độ nhận diện của công chúng đối với Influencer. Từ đó, doanh nghiệp có thể dựa vào nhu cầu và chiến lược truyền thông của mình để lựa chọn KOL phù hợp.
- Relevance (Sự liên quan): thường được thể hiện qua những yếu tố sau đây:

Personal image (Thương hiệu cá nhân): quan niệm sống, phong cách thời trang, phát ngôn;
Demographic (Thông tin nhân khẩu học): giới tính, tuổi tác, tình trạng hôn nhân, lĩnh vực hoạt động;
Type of post/ topic (Nội dung bài viết trên trang cá nhân): văn phong, chủ đề họ quan tâm;
Fans/ followers (Đối tượng khán giả): thương hiệu cá nhân, thông tin nhân khẩu học, chủ đề quan tâm của họ.
- Resonance (Khả năng thay đổi ý kiến người tiêu dùng): thể hiện qua mức độ tương tác của khán thính giả đối với nội dung mà influencer đưa ra.
- Sentiment (Chỉ số cảm xúc).Truy cập ngày 17 tháng 5 năm 2020</ref>: Đây là yếu tố quan trọng nhất trong việc marketing sản phẩm. Chiến dịch quảng cáo sản phẩm có thành công hay không phụ thuộc rất nhiều vào gương mặt đại diện mang lại hiệu ứng tích cực hay tiêu cực cho đối tượng mục tiêu.